# Leucospis anthidioides
Leucospis anthidioides  (лат.) — вид паразитических наездников рода Leucospis из семейства Leucospidae (Chalcidoidea, отряд Перепончатокрылые насекомые).

## Распространение
Южная Америка (Бразилия, Суринам, Тринидад).

## Описание
Относительно крупные хальцидоидные наездники, длина от 6 до 15 мм (самки крупнее). Основная окраска чёрная, с несколькими оранжево-жёлтыми отметинами на скапусе усика, груди, брюшке и ногах. Крылья затемнённые.
Задние ноги с утолщенными и сильно изогнутыми бедрами и голенями. Усики 13-члениковые. Нижнечелюстные щупики 4-члениковые, нижнегубные щупики состоят из 3 сегментов.

## Биология
Эктопаразитоиды пчелиных Xylocopa submordax (Xylocopa, Apoidea).

## Систематика
Включён в состав видовой группы Leucospis hopei, у которых клипеус со срединным мелким зубцом, мандибулы с небольшой треугольной вырезкой, пронотум с премаргинальным килем. Впервые описан в 1874 году, а его валидный статус подтверждён в ходе ревизии, проведённой в 1974 году британским гименоптерологом чешского происхождения Зденеком Боучеком (Zdenĕk Bouček, 1924-2011).